# قرة إياق
قرة إياق هي قرية في مقاطعة شوط‌، إيران. عدد سكان هذه القرية هو 1,617 في سنة 2006.